# Vuelo 013 de Balkan Bulgarian Airlines
El 7 de marzo de 1983, el vuelo 013 de Balkan Bulgarian Airlines  operado por un Antonov An-24, fue secuestrado por cuatro personas que exigían ir a Austria.

## Aeronave
El avión involucrado era un Antonov An-24, registro LZ-AND con el número de serie del fabricante 77303301. El avión voló por primera vez en 1968.

## Incidente
Un An-24 de Balkan Bulgarian Airlines fue secuestrado poco después de despegar a las 18:00 hora local para un vuelo regular de Sofía a Varna, Bulgaria. Cuatro hombres, de entre 17 y 22 años (Lachezar Ivanov, Krasen Gechev, Ivaylo Vladimirov y Valentin Ivanov), sacaron cuchillos y tomaron como rehenes a los 40 pasajeros y la tripulación. Afirmaron los pasajeros que eran delincuentes  recientemente fugados y amenazaron con estrellar el avión si se intentaba desarmarlos o impedir la toma. 
Los secuestradores procedieron a amenazar a la azafata y exigieron que el avión fuera desviado a Viena. Se envió a un pasajero a la cabina para comunicar las demandas al piloto, quien a su vez las transmitió a las autoridades locales y recibió órdenes para simular el cumplimiento, mientras en realidad mantenía un rumbo hacia Varna. Mientras tanto, las autoridades cortaron toda la energía eléctrica a Varna para evitar que los secuestradores reconocieran el Mar Negro.
Después de aterrizar en el aeropuerto de Varna, un oficial de policía de Bulgaria y un trabajador del aeropuerto, que hablaban alemán con fluidez, se disfrazaron de personal del aeropuerto austriaco para intentar convencer a los secuestradores de que estaban en Viena y sacarlos del avión. Los secuestradores pidieron un traductor para negociar su entrega y la liberación de los pasajeros, hasta que uno de ellos notó que el oficial de policía disfrazado vestía una chaqueta de cuero de fabricación búlgara, lo que los llevó a entrar en pánico y amenazar con comenzar a ejecutar a los rehenes. En este punto, la tripulación logró que cuatro comandos antisecuestros subieran a bordo del avión a través de una escotilla en el maletero. Los comandos iniciaron con el plan de desarticular a los secuestradores en el avión, desarmaron y arrestaron a tres de los secuestradores. El único secuestrador que quedaba, Valentin Ivanov, se encerró en el baño del avión y amenazó con matar a la azafata. Dos comandos antisecuestro más ingresaron al avión a través de la escotilla de pasajeros, patearon la puerta del baño y le dispararon a Ivanov cuando este intentaba matar a su rehén. Ivanov fue la única víctima del incidente. La azafata, que sufrió una herida en el cuello y sangraba mucho, fue transportada rápidamente a un hospital cercano y se recuperó por completo.

## Filmografía
Este incidente del secuestro fue recreado en la serie canadiense Mayday: Catástrofes Aéreas del canal National Geographic Channel, en el episodio Engaño Mortal.